# Calophyllum
Calophyllum és un gènere de plantes amb flor de la família de les calofil·làcies.

## Característiques
Són arbres tropicals perennes. El nom del gènere prové del grec antic καλος (kalos) "bonic" i φυλλον (phullon) "fulla". Entre els noms comuns on aquests arbres són importants cal esmentar:
- Teitai (a Kiribati),
- Feta'u (a Tonga),[1]
- Nyamplung o Kosambi (a Indonèsia)
- Bintangor (a Malàisia)
- Puun (a l'Índia)

La flor del Calophyllum inophyllum és un dels símbols nacionals de Nauru i apareix a l'escut del país.

## Usos
La fusta es fa servir per construir vaixells, mobles i parquets.
Algunes espècies s'utilitzen a la medicina tradicional o etnofarmacologia. De les fulles i fruits s'obté la jacareubina, oli de Tamanu i àcid cal·lofílic.

## Taxonomia
N'hi ha entre 180 i 200 espècies; cal destacar:
- Calophyllum acutiputamen
- Calophyllum antillanum
- Calophyllum austroindicum
- Calophyllum bicolor
- Calophyllum bifurcatum
- Calophyllum biflorum
- Calophyllum blancoi
- Calophyllum bracteatum
- Calophyllum brasiliense - Guanandi-Jacareuba
- Calophyllum brassii
- Calophyllum calaba
- Calophyllum caledonicum
- Calophyllum candidissimum
- Calophyllum canum
- Calophyllum caudatum
- Calophyllum chapelieri
- Calophyllum collinum
- Calophyllum confusum
- Calophyllum cordato-oblongum
- Calophyllum costatum
- Calophyllum cuneifolium
- Calophyllum dasypodum
- Calophyllum donatianum
- Calophyllum elatum
- Calophyllum euryphyllum
- Calophyllum exiticostatum
- Calophyllum ferrugineum
- Calophyllum flavo-ramulum
- Calophyllum floribundum
- Calophyllum fraseri
- Calophyllum garcinioides
- Calophyllum goniocarpum
- Calophyllum griseum
- Calophyllum havilandii
- Calophyllum heterophyllum
- Calophyllum hirasimum
- Calophyllum inophyllum - llorer d'Alexandria, takamaka
- Calophyllum insularum
- Calophyllum laticostatum
- Calophyllum leleanii
- Calophyllum longifolium
- Calophyllum lucidum
- Calophyllum macrophyllum
- Calophyllum molle
- Calophyllum mooni
- Calophyllum morobense
- Calophyllum neo-ebudicum
- Calophyllum novoguineense
- Calophyllum nubicola
- Calophyllum obscurum
- Calophyllum papuanum
- Calophyllum parvifolium
- Calophyllum pauciflorum
- Calophyllum peekelii
- Calophyllum persimile
- Calophyllum piluliferum
- Calophyllum pisiferum
- Calophyllum pulcherrimum
- Calophyllum retusum
- Calophyllum rigidum
- Calophyllum robustum
- Calophyllum rufinerve
- Calophyllum savannarum
- Calophyllum scriblitifolium
- Calophyllum sil
- Calophyllum soulattri
- Calophyllum streimannii
- Calophyllum sundaicum
- Calophyllum symingtonianum
- Calophyllum tacamahaca
- Calophyllum tahanense
- Calophyllum tetrapterum
- Calophyllum teysmannii
- Calophyllum thwaitesii
- Calophyllum tomentosum
- Calophyllum trapezifolium
- Calophyllum vexans
- Calophyllum vitiense
- Calophyllum waliense
- Calophyllum walkeri
- Calophyllum wallichianum
- Calophyllum woodii